# Звуження легеневої артерії
Зву́ження легене́вої арте́рії (англ. Pulmonary Artery Banding) — кардіохірургічна операція, що виконується з метою зниження тиску у легеневій артерії та з метою подальшого ремоделювання судинного русла легенів у випадках легеневої гіпертензії.

## Історія
У 1951 році американські хірурги Мюллєр (Muller) та Деммен (Dammann) вперше застосували Звуження легеневої артерії в клінічній практиці у пацієнтки у віці 6 місяців з діагнозом Єдиний шлуночок серця.Після цього ця операція використовувалась як паліативна процедура у немовлят із вродженими вадами серця з відстроченими за часом показаннями до радикальної корекції вади.

## Показання до операції

### Категорія 1
До 1-ї категорії належать пацієнти з підвищеним легеневим кровотоком та ліво-правим шунтом, які вимагають зниження легеневого кровотоку для проведення у майбутньому хірургічної радикальної корекції вади серця.
- Множинні вентрикулосептальні дефекти за типом «Швейцарського сиру», хірургічна корекція яких неможлива (малий вік пацієнта) або затруднена (необхідність виконання вентрикулотомії)
- Вентрикулосептальний дефект у сполученні з коарктацією аорти або перерваною аортальною дугою
- Єдиний шлуночок серця (наприклад, у випадку трикуспідальної атрезії) з підвищеним легеневим кровотоком у новонароджених
- Незбалансований Атріовентрикулярний септальний дефект, при якому лівий шлуночок серця гіпоплазований та потенційно може бути підданий 2-шлуночковій корекції
- Вроджені вади серця, що вимагають застосування кондуїту для радикальної корекції
- Пацієнти, що мають протипоказання до хірургічної корекції вродженої вади серця із застосуванням Апарату Штучного Кровообігу

### Категорія 2
До 2-ї категорії належать пацієнти з діагнозом Транспозиція магістральних артерій (ТМА), що потребують тренування функції лівого шлуночка серця для проведення у майбутньому операції Артеріального Переключення (англ. Arterial Switch operation).
- д-Транспозиція Магістральних Артерій (д-ТМА), що вимагає операції Артеріального Переключення з попереднім тренуванням лівого шлуночка серця або у пацієнтів, що мають вік більше 1 місяця
- д-ТМА, що вимагає операції Артеріального Переключення з попереднім тренуванням лівого шлуночка серця після провединої операції Мастарда (англ. Mustard operation) або операції Сеннінга (англ. Senning operation)
- л-Транспозиція Магістральних Артерій (л-ТМА), що вимагає операції Артеріального Переключення з попереднім тренуванням лівого шлуночка серця

## Методика виконання
- Хірургічний доступ — ліва торакотомія або серединна стернотомія
- Виділення стовбура легеневої артерії
- Зовнішнє звуження стовбура легеневої артерії за допомогою тісьми
- Довжина тісьми обраховується за правилом Траслера (Trusler's rule)[2],[3]:
  - прості вади серця (Тетрада Фалло, Вентрикулосептальний дефект) = 20 mm + вага (kg)

  - складні вади серця (Єдиний шлуночок серця, ТМА) = 24 mm + вага (kg)